# Seznam osebnosti iz Občine Straža
Seznam osebnosti iz občine Straža vsebuje osebnosti, ki so se tu rodile, delovale ali umrle.

## Gospodarstvo in uprava
- Jože Knez, gospodarstvenik, politični delavec, dolgoletni direktor tovarne Novoles; po njem se imenuje občinsko priznanje za dosežke na področju gospodarstva, podjetništva in obrti (1925, Žerjav, Črna na Koroškem – 1995, Novo mesto)
- Alojz Knafelj, prvi župan občine, gospodarstvenik (1953, Novo mesto –)

## Humanistika in znanost
- Janez Urbas, mladinski pisatelj (1882, Volčje – 1903, Vavta vas)
- Louis Pirc (tudi Alojzij Pirc), publicist, urednik, prevajalec, politik; po njem se imenuje priznanje za dosežke na področju družbenega dela (1887, Drganja sela – 1939, Cleveland, ZDA)
- Jože Dular, pesnik, pisatelj, muzealec; po njem se imenuje občinsko priznanje za dosežke na področju kulture (1915, Vavta vas – 2000, Metlika)
- Franček Saje, zgodovinar, publicist, politični delavec (1921, Podgora – 1999, Ljubljana)
- Slavka Glavina, gledališka in filmska igralka (1926, Jurka vas – 2013)
- Boža Berne Podergajs, likovnica (1930, Straža –)
- Jože Koporec, glasbenik, kulturni organizator (1932, Cesta –)
- Ivan Zoran, novinar, pesnik (1935, Novo mesto – 1999, Prapreče pri Straži)
- Franc Šali, družbenopolitični delavec, urednik, književnik (1941, Vavta vas –)
- Janez Dular, jezikoslovec, politik in urednik (1943, Vavta vas –)

## Religija
- Seznam duhovnikov, ki so službovali v župniji Vavta vas:

Jernej Semenič (Semenitsch), 1684–1707; Aleksander Štefan Droč (Drotsch, Drozh, Drochtz), 1708–1750; Gregor Janič (Janitsch), 1750–1752; Anton Renaldi, 1752–1761; Jernej Ferfolja (Ferfollia), 1756–1757; Franc Senovič (Schenovitz), 1761–1768; Janez Prešern (Preschern), 1774–1779; Janez Jožef Bajc (Waitz), 1779–1786; Ales Drešar (Dreschar, Drescher), 1786–1800; Jakob Urbančič (Urbantschitsch), 1800–1815; Alojzij Gospodarič (Gospodaritsch), 1815–1816; Primoz Felicijan Smalniker, 1816–1823; Jernej Murnik, 1823–1826; Matevž Kastner 1826–1846; Gašper Martinz, 1846–1881; Anton Kerčon, 1881–1888; Karel Lapajne, 1888–1889; Anton Korbič, 1889–1897; Janko Zakrajšček, 1897–1914; Franc Krhne 1915–1917; Bertold Bartel, 1917–1934; Jožef Kres, 1935–1952; Janez Frančič, 1952–1953; Franc Vidic, 1953–1957; Franc Ambrožič, 1957–1978; Gregor Dolšak, 1978–2004; Jernej Marenk, 2004–2016; Tomaž Maras, 2016–
- Seznam duhovnikov, ki so službovali v župniji Prečna, ki ima podružnici v Zalogu in Straži:

Janez Adam Janežič, 1710–1713; Gregor Rašar (Rashar), 1713–1716; Daniel Jožef Derganšek (Derganshik), 1716–1724; Janez Miklavčič (Miklauzizh), 1724–1727; Janez Vencl (Venzl), 1726, 1735, 1749–1752, 1757–1760; Andrej Pavlič (Paulich), 1737–1750; Ignacij Polc (Polz), 1761, 1763–1769, 1772–1780; Frančišek Polc (Polz), 1761, 1763–1765, 1769,–1780; Anton Jožef Žnideršič (Schnidcrshiz), 1761–1764; Mihael Potočer (Potozher), 1769–1783; Gašper Plesnar, 1770–1771; Jožef Germ, 1783–1812; Gregor Kuralt, 1814–1822; Blaž Lipovec (Lippovitz), 1822–1827; Janez Zupin (Supin), 1828–1843, Janez Bačnik (Bazhnik), 1843–1888; Anton Smidovnik, 1888–1937; Janko Komljanec, 1937–1942; Ivan Gerčar, 1942–1956; Valentin Toman, 1956–1966; Janez Krivec, 1966–1974, Franc Maček, 1974–1985; Janez Mate, 1985–1997; Anton Marinko, 1997–2010, Jože Mrvar, 2010–

## Šolstvo
- Jožica Cetin Venturini, učiteljica, aktivistka (1906, Sela pri Dobovi – 1944 Straža)
- Boris Plantan, šolnik, zborovodja (1913, Vavta vas –)
- Ana Barbič, sociologinja, psihologinja, visokošolska učiteljica (1936, Straža –)

## Šport
- Franc Červan, atlet, olimpijec; po njem je imenovano občinsko priznanje za dosežke na področju športa (1936, Podgora – 1991, Celje)

## Vojska
- Jože Slak - Silvo, politični delavec, revolucionar (1902, Gorenji vrh pri Dobrniču – 1943, Straža)
- Maks Strmecki, politični delavec (1908, Jenkovo (Italija) – 1943, Vavta vas)
- Josip Berkopec, španski borec, politični delavec, general (1911, Rumanja vas – 1997)
- Bogomir Šuštar, veteran vojne za Slovenijo, letalski tehnik (1947, Novo mesto – (živel v Gorenji Straži))